# Katarzyna Kawa
Katarzyna Kawa (* 17. November 1992 in Krynica-Zdrój) ist eine polnische Tennisspielerin.

## Karriere
Kawa, die mit sieben Jahren das Tennisspielen begann, spielt bislang vor allem auf der ITF Women’s World Tennis Tour, wo sie bislang sieben Einzel- und 21 Doppeltitel gewann. Weiters gewann Kawa fünf WTA-Challenger-Titel im Doppel.
Ihr bislang größter Erfolg war das Erreichen des Finals der Baltic Open 2019, wo sie sich als Qualifikantin bis in das Finale spielte und dort nur knapp der topgesetzten Anastasija Sevastova in drei Sätzen mit 6:3, 5:7 und 4:6 unterlag.
Katarzyna Kawa spielte in der deutschen Tennis-Bundesliga im Jahr 2010 für den TC Blau-Weiss Berlin, 2012 für den Lintorfer Tennisclub und seit 2014 für den Club an der Alster Hamburg, mit dem sie 2015 in die 1. Liga aufgestiegen und 2018 abgestiegen ist.
Im Jahr 2016 spielte Kawa erstmals für die polnische Billie-Jean-King-Cup-Mannschaft; ihre Billie-Jean-King-Cup-Bilanz weist bislang 3 Siege bei 5 Niederlagen aus.

## Turniersiege

### Einzel
| Nr. | Datum            | Turnier               | Kategorie   | Belag     | Finalgegnerin    | Ergebnis        |
| --- | ---------------- | --------------------- | ----------- | --------- | ---------------- | --------------- |
| 1.  | 26. August 2012  | Prag                  | ITF $25.000 | Sand      | Renata Voráčová  | 6:4, 6:1        |
| 2.  | 28. März 2015    | São José do Rio Preto | ITF $10.000 | Sand      | Nadia Podoroska  | 7:5, 3:6, 6:4   |
| 3.  | 26. April 2015   | Kairo                 | ITF $15.000 | Sand      | Amanda Carreras  | 7:5, 6:1        |
| 4.  | 18. Oktober 2015 | Makinohara            | ITF $25.000 | Rasen     | Riko Sawayanagi  | 6:76, 6:2, 7:66 |
| 5.  | 28. Januar 2018  | Scharm asch-Schaich   | ITF $15.000 | Hartplatz | Zhang Kailin     | 6:2, 4:6, 6:2   |
| 6.  | 3. Juni 2018     | Óbidos                | ITF $25.000 | Teppich   | Dejana Radanović | 4:6, 7:5, 6:3   |
| 7.  | 7. April 2019    | Jackson               | ITF W25     | Sand      | Ann Li           | 6:3, 6:2        |

### Doppel
| Nr. | Datum              | Turnier             | Kategorie      | Belag     | Partnerin          | Finalgegnerinnen                            | Ergebnis          |
| --- | ------------------ | ------------------- | -------------- | --------- | ------------------ | ------------------------------------------- | ----------------- |
| 1.  | 8. August 2009     | Iława               | ITF $10.000    | Sand      | Veronika Domagała  | Anna Niemiec Aleksandra Rosolska            | 6:1, 6:3          |
| 2.  | 4. September 2010  | Gliwice             | ITF $10.000    | Sand      | Justyna Jegiołka   | Olga Brózda Veronika Domagała               | 6:2, 7:64         |
| 3.  | 16. Oktober 2010   | Bol                 | ITF $10.000    | Sand      | Natalia Kołat      | Anja Prislan Eva Wacanno                    | 5:7, 6:4, [10:8]  |
| 4.  | 23. Juli 2011      | Horb                | ITF $10.000    | Sand      | Paula Kania        | Vaszilisza Bulgakova Christina Shakovets    | 1:6, 6:3, [10:2]  |
| 5.  | 2. Februar 2013    | Scharm asch-Schaich | ITF $10.000    | Hartplatz | Natalia Kołat      | Aleksandrina Najdenowa Ekaterina Yashina    | 6:1, 6:4          |
| 6.  | 17. August 2013    | Craiova             | ITF $50.000    | Sand      | Alice Balducci     | Diana Buzean Christina Shakovets            | 3:6, 7:63, [10:8] |
| 7.  | 6. August 2016     | Pilsen              | ITF $25.000    | Sand      | Cornelia Lister    | Ema Burgić Bucko Georgina García Pérez      | 6:1, 7:66         |
| 8.  | 30. September 2016 | Hua Hin             | ITF $25.000    | Hartplatz | Laura Pigossi      | Kamonwan Buayam Lee Pei-chi                 | 7:5, 6:75, [10:6] |
| 9.  | 6. Mai 2017        | La Marsa            | ITF $25.000    | Sand      | Jasmina Tinjić     | Dea Herdželaš Tereza Mrdeža                 | 7:5, 6:4          |
| 10. | 3. Februar 2018    | Scharm asch-Schaich | ITF $15.000    | Hartplatz | Emily Webley-Smith | Laura-Ioana Andrei Hélène Scholsen          | 6:3, 3:6, [10:5]  |
| 11. | 9. März 2018       | Solarino            | ITF $15.000    | Teppich   | Schalimar Talbi    | Laura Ashley Quinn Gleason                  | 6:3, 6:4          |
| 12. | 30. Juni 2018      | Toruń               | ITF $25.000    | Sand      | Maja Chwalińska    | Albina Xabibulina Helene Scholsen           | 6:1, 6:4          |
| 13. | 6. April 2019      | Jackson             | ITF W25        | Sand      | Katarzyna Piter    | Hanna Chang Caitlin Whoriskey               | 7:5, 6:1          |
| 14. | 24. Oktober 2020   | Macon               | ITF W80        | Hartplatz | Magdalena Fręch    | Francesca Di Lorenzo Jamie Loeb             | 7:5, 6:1          |
| 15. | 7. November 2020   | Charleston          | ITF W100       | Sand      | Magdalena Fręch    | Astra Sharma Mayar Sherif                   | 4:6, 6:4, [10:2]  |
| 16. | 1. Mai 2021        | Zagreb              | ITF W60        | Sand      | Barbara Haas       | Andreea Prisăcariu Nika Radišić             | 7:61, 5:7, [10:6] |
| 17. | 12. Juni 2021      | Bol                 | WTA Challenger | Sand      | Aliona Bolsova     | Ekaterine Gorgodse Tereza Mihalíková        | 6:1, 4:6, [10:6]  |
| 18. | 16. Oktober 2021   | Rancho Santa Fe     | ITF W60        | Hartplatz | Tereza Mihalíková  | Liang En-shuo Rebecca Marino                | 6:3, 4:6, [10:6]  |
| 19. | 30. April 2022     | Charleston          | ITF W100       | Sand      | Aldila Sutjiadi    | Sophie Chang Angela Kulikov                 | 6:1, 6:4          |
| 20. | 9. Oktober 2022    | Rancho Santa Fe     | ITF W80        | Hartplatz | Tereza Mihalíková  | Giuliana Olmos Marcela Zacarías             | 6:1, 3:6, [10:2]  |
| 21. | 4. Februar 2023    | Cali                | WTA Challenger | Sand      | Weronika Falkowska | Kyōka Okamura You Xiaodi                    | 6:1, 5:7, [10:6]  |
| 22. | 17. Juni 2023      | Biarritz            | ITF W60        | Sand      | Weronika Falkowska | Conny Perrin Anna Sisková                   | 7:62, 7:5         |
| 23. | 12. August 2023    | Grodzisk Mazowiecki | WTA Challenger | Hartplatz | Elixane Lechemia   | Naiktha Bains Maia Lumsden                  | 6:3, 6:4          |
| 24. | 10. September 2023 | Bari                | WTA Challenger | Sand      | Anna Sisková       | Valentini Grammatikopoulou Elixane Lechemia | 6:1, 6:2          |
| 25. | 20. Oktober 2024   | Macon               | ITF W100       | Hartplatz | Sophie Chang       | Ingrid Gamarra Martins Quinn Gleason        | 7:5, 6:4          |
| 26. | 1. Dezember 2024   | Buenos Aires        | WTA Challenger | Sand      | Maja Chwalińska    | Laura Pigossi Mayar Sherif                  | 6:4, 3:6, [10:7]  |

## Abschneiden bei Grand-Slam-Turnieren

### Einzel
| Turnier         | 2019 | 2020 | 2021 | 2022 | 2023 | 2024 | 2025 | Karriere |
| --------------- | ---- | ---- | ---- | ---- | ---- | ---- | ---- | -------- |
| Australian Open | —    | Q1   | Q1   | Q1   | —    | Q2   | —    | —        |
| French Open     | Q1   | —    | Q1   | Q1   | Q1   | Q2   | Q2   | —        |
| Wimbledon       | Q3   |      | Q2   | 2    | —    | Q1   | Q3   | 2        |
| US Open         | Q1   | 1    | Q1   | Q1   | —    | Q1   |      | 1        |

Zeichenerklärung: S = Turniersieg; F, HF, VF, AF = Einzug ins Finale / Halbfinale / Viertelfinale / Achtelfinale; 1, 2, 3 = Ausscheiden in der 1. / 2. / 3. Hauptrunde; Q1, Q2, Q3 = Ausscheiden in der 1. / 2. / 3. Qualifikationsrunde; nicht ausgetragen